# Projektivität

Zentralkollineation: Für jeden Punkt sind kollinear

Eine Projektivität oder projektive Kollineation  ist in der Geometrie eine besondere Kollineation einer projektiven Ebene oder eines projektiven Raums. Im einfachsten Fall ist eine Projektivität eine Zentralkollineation oder Perspektivität, d. h., es gibt einen Fixpunkt {\displaystyle Z} (das Zentrum), und alle Geraden durch {\displaystyle Z} sind Fixgeraden. Man definiert:
- Eine Projektivität (einer projektiven Ebene bzw. eines projektiven Raums) ist eine Kollineation, die sich durch ein Produkt (Hintereinanderausführung) von endlich vielen Perspektivitäten darstellen lässt. Im allgemeinen Fall gibt es außer den Projektivitäten weitere Kollineationen. In einem reellen projektiven Raum allerdings ist jede Kollineation schon eine Projektivität. Eine nützliche Besonderheit der Projektivitäten ist:
- Die Projektivitäten eines projektiven Raumes {\displaystyle {\mathcal {P}}^{n}(K)} über einem Körper {\displaystyle K} sind genau die Kollineationen, die sich im homogenen Modell durch lineare Abbildungen (Matrizen) beschreiben lassen.

Damit sind die Werkzeuge der linearen Algebra zur Untersuchung von Projektivitäten anwendbar.
Eine Kollineation, die keine Projektivität ist, gibt es z. B. in der projektiven Ebene {\displaystyle {\mathcal {P}}^{2}(\mathbb {C} )} über den komplexen Zahlen {\displaystyle \mathbb {C} }: Die projektive Fortsetzung der Kollineation {\displaystyle (x,y)\to ({\overline {x}},{\overline {y}})} der komplexen affinen Ebene ist keine Projektivität. Sie lässt sich im homogenen Modell nur durch eine semilineare Abbildung darstellen.
Eine projektive Kollineation sollte nicht verwechselt werden mit einer projektiven Abbildung. Letztere bildet einen projektiven Raum auf einen anderen ab.

## Eigenschaften von Zentralkollineationen einer projektiven Ebene

Zentralkollineation: Homologie

Zentralkollineation: Elation

Die hier aufgeführten Eigenschaften von Projektivitäten einer projektiven Ebene lassen sich relativ leicht auf höhere Dimensionen übertragen. Deshalb wird ab hier vorausgesetzt: Der projektive Raum ist eine projektive Ebene.
Damit die Menge der Projektivitäten eine Gruppe bildet, legt man fest:
- Die Identität ist eine Projektivität.

Wenn im Folgenden von einer Projektivität die Rede ist, setzen wir meistens stillschweigend voraus, dass es sich nicht um die Identität handelt.
- Eine Zentralkollineation {\displaystyle \pi } mit dem Zentrum {\displaystyle Z} besitzt immer eine Achse, d. h., es gibt eine Gerade {\displaystyle a}, die punktweise fest bleibt. Man sagt: {\displaystyle \pi } ist eine {\displaystyle (Z,a)}-Perspektivität. Falls {\displaystyle Z} auf {\displaystyle a} liegt, heißt {\displaystyle \pi } Elation, im anderen Fall ({\displaystyle Z\notin a}) Homologie[1].

Beispiele im inhomogenen Modell {\displaystyle {\mathcal {P}}^{2}(K)}: Die projektive Fortsetzung
1. der Streckung am Nullpunkt {\displaystyle (x,y)\to (sx,sy)} ist eine Homologie mit Zentrum {\displaystyle Z=(0,0)} und Achse {\displaystyle g_{\infty }}.
2. der Streckung an der x-Achse {\displaystyle (x,y)\to (x,sy)} ist eine Homologie mit Zentrum {\displaystyle Z=(\infty )} und x-Achse als Achse.
3. der Translation {\displaystyle (x,y)\to (x+c,y)} ist eine Elation mit Zentrum {\displaystyle Z=(0)} und Achse {\displaystyle g_{\infty })}.
4. der Scherung {\displaystyle (x,y)\to (x+cy,y)} ist eine Elation mit Zentrum {\displaystyle Z=(0)} und der x-Achse als Achse.

- Für einen festen Punkt {\displaystyle Z} und eine feste Gerade {\displaystyle a} bildet die Menge {\displaystyle \Pi (Z,a)} der {\displaystyle (Z,a)}-Perspektivitäten eine Gruppe.
- Ist {\displaystyle a} eine feste Gerade und ist {\displaystyle \Pi (a)} die Menge aller {\displaystyle (Z,a)}-Perspektivitäten, so gilt: {\displaystyle \Pi (a)} ist eine Gruppe.

Die letzte Aussage bedeutet: Die Hintereinanderausführung einer {\displaystyle (Z,a)}-Perspektivität und einer {\displaystyle (Z',a)}-Perspektivität ist wieder eine Perspektivität mit Achse {\displaystyle a} und einem Zentrum {\displaystyle Z''} auf der Gerade {\displaystyle ZZ'}.
Aus dem Dualitätsprinzip für projektive Ebenen folgt:
- Jede axiale Kollineation (es gibt eine Gerade, die nur Fixpunkte enthält) ist eine Zentralkollineation. Man muss also axiale Kollineationen nicht gesondert behandeln.

Über die Existenz und Eindeutigkeit von Zentralkollineationen macht der folgende Satz eine Aussage:
Satz (Baer) :
- Gilt in einer projektiven Ebene der Satz von DESARGUES, so gilt: Ist {\displaystyle a}  eine Gerade und sind {\displaystyle Z,P,P'} drei kollineare Punkte mit {\displaystyle P,P'\notin a}, so gibt es genau eine {\displaystyle (Z,a)}-Perspektivität (Zentralkollineation mit Zentrum {\displaystyle Z}, Achse {\displaystyle a}), die {\displaystyle P} auf {\displaystyle P'} abbildet.

(Eine desarguessche Ebene lässt sich mit einem Schiefkörper koordinatisieren.)

## Eigenschaften von Projektivitäten in einer projektiven Ebene über einem Körper
In diesem Fall gilt:
- Die Menge der Projektivitäten einer projektiven Ebene {\displaystyle {\mathcal {P}}^{2}(K)} über einem Körper {\displaystyle K} (pappussche Ebene) ist die Menge der Kollineationen, die von regulären {\displaystyle (3\times 3)}-Matrizen im homogenen Modell induziert werden. Man bezeichnet sie mit {\displaystyle PGL(3,K)} (projektive lineare Gruppe).

Da Vielfache der Einheitsmatrix nur die Identität induzieren, darf man die Matrix einer Projektivität mit solch einem Vielfachen der Einheitsmatrix multiplizieren, ohne dass sich die Wirkung der Projektivität ändert.
- Eine Matrix {\displaystyle A\in PGL(3,K)} induziert genau dann eine Zentralkollineation, wenn {\displaystyle A} einen Eigenraum der Dimension {\displaystyle 2} hat.

Sie ist eine Homologie, wenn {\displaystyle A} einen weiteren Eigenwert hat und die Matrix also diagonalisierbar ist. Sie ist eine Elation, wenn {\displaystyle A} nicht diagonalisierbar ist.
Eine kennzeichnende Invariante der Projektivitäten ist das Doppelverhältnis:
- Die Projektivitäten einer pappusschen projektiven Ebene sind diejenigen Kollineationen, die das Doppelverhältnis invariant lassen.

Vier projektiv unabhängige Punkte in der projektiven Ebene

Die Rolle von Basispunkten einer projektiven Ebene übernehmen Quadrupel von projektiv unabhängigen Punkten (Punkte in allgemeiner Lage). Vier Punkte {\displaystyle A,B,C,D} sind dabei projektiv unabhängig, wenn keine drei auf einer Gerade liegen.
Es gilt:
- Vier projektiv unabhängige Punkte {\displaystyle A,B,C,D} einer pappusschen projektiven Ebene lassen sich in geeigneten homogenen Koordinaten immer beschreiben durch:

{\displaystyle A=(1\colon 0\colon 0),\ B=(0\colon 1\colon 0),\ C=(0\colon 0\colon 1),D=(1\colon 1\colon 1)}.
Eine für die Untersuchung von Projektivitäten wichtige Aussage ist der Fundamentalsatz:
- Lässt eine Projektivität einer pappusschen projektiven Ebene vier projektiv unabhängige Punkte fest, so ist sie die Identität.

Eine Folgerung des Hauptsatzes ist:
- Sind {\displaystyle A,B,C,D} und {\displaystyle A',B',C',D'} jeweils vier projektiv unabhängige Punkte einer pappusschen projektiven Ebene, so gibt es genau eine Projektivität {\displaystyle \pi } mit {\displaystyle \pi (A)=A',\pi (B)=B',\pi (C)=C',\pi (D)=D'}.

## Projektive Transformation
Die Projektive Transformation kann verwendet werden, um für ein schräg aufgenommenes Bild eine entzerrte Darstellung zu ermöglichen. 
Hierzu sind vier Passpunkte nötig, d. h. es muss für 4 beliebige Punkte im Ausgangsbild auch eine Koordinate im Ergebnisbild gefunden werden.
Daraus ergibt sich eine Transformationsmatrix mit insgesamt 8 Parametern.
Zum Beispiel:
```
Punkte Ausgangsbild (Pa):  P1 :(102.0, 131.0),  P2 :(456.0, 131.0),  P3 :(642.0, 372.0),  P4 :(6.0, 388.0)
Punkte Ergebnisbild (Pe):  P1':(100.0, 90.0),   P2':(420.0, 90.0),   P3':(420.0, 500.0),  P4':(100.0, 500.0)

```

{\displaystyle M={\begin{pmatrix}a&b&c\\d&e&f\\g&h&1\end{pmatrix}}}
für
{\displaystyle M={\begin{pmatrix}x_{p1a}&y_{p1a}&1&0&0&0&-x_{p1e}\cdot x_{p1a}&-x_{p1e}\cdot y_{p1a}&0\\0&0&0&x_{p1a}&y_{p1a}&1&-y_{p1e}\cdot x_{p1a}&-y_{p1e}\cdot y_{p1a}&0\\\vdots &\vdots &\vdots &\vdots &\vdots &\vdots &\vdots &\vdots &\vdots \\x_{p4a}&y_{p4a}&1&0&0&0&-x_{p4e}\cdot x_{p4a}&-x_{p4e}\cdot y_{p4a}&0\\0&0&0&x_{p4a}&y_{p4a}&1&-y_{p4e}\cdot x_{p4a}&-y_{p4e}\cdot y_{p4a}&0\\0&0&0&0&0&0&0&0&1\end{pmatrix}}\cdot {\begin{pmatrix}x_{p1e}\\y_{p1e}\\\vdots \\x_{p4e}\\y_{p4e}\\1\end{pmatrix}}^{-1}}
{\displaystyle M={\begin{pmatrix}1.459112&1.092406&-122.752753\\-0.015046&5.43023&-557.561766\\-0.000167&0.005411&1.0\end{pmatrix}}}
Berechnung der Lage einzelner Punkte P'(x', y') im Ergebnisbild für einen bestimmten Punkt P(x, y) im Ausgangsbild:
{\displaystyle x'={\frac {ax+by+c}{gx+hy+1}}}
{\displaystyle y'={\frac {dx+ey+f}{gx+hy+1}}}
Berechnung der Transformations-Matrix in Python:
```
def
 
get_projective_matrix
(
points_src
,
 
points_dst
):

    
matrix
 
=
 
[]

    
for
 
ps
,
 
pd
 
in
 
zip
(
points_src
,
 
points_dst
):

        
matrix
.
append
([
ps
[
0
],
 
ps
[
1
],
 
1
,
 
0
,
 
0
,
 
0
,
 
-
pd
[
0
]
*
ps
[
0
],
 
-
pd
[
0
]
*
ps
[
1
],
 
0
])

        
matrix
.
append
([
0
,
 
0
,
 
0
,
 
ps
[
0
],
 
ps
[
1
],
 
1
,
 
-
pd
[
1
]
*
ps
[
0
],
 
-
pd
[
1
]
*
ps
[
1
],
 
0
])

    
matrix
.
append
([
0
,
 
0
,
 
0
,
 
0
,
 
0
,
 
0
,
 
0
,
 
0
,
 
1
])

    
A
 
=
 
np
.
asarray
(
matrix
,
 
dtype
=
np
.
float32
)

    
B
 
=
 
np
.
asarray
(
points_dst
)
.
reshape
(
8
)

    
B
 
=
 
np
.
append
(
B
,
 
[
1
])

    
res
 
=
 
np
.
linalg
.
solve
(
A
,
 
B
)

    
res
 
=
 
res
.
reshape
((
3
,
 
3
))

    
return
 
res

```

Dies wird auch von verschiedenen Bibliotheken der Programmiersprache Python unterstützt:
- skimage.transform.ProjectiveTransform
- OpenCV getPerspectiveTransform()
- PIL